# Franz Xaver Gabelsberger

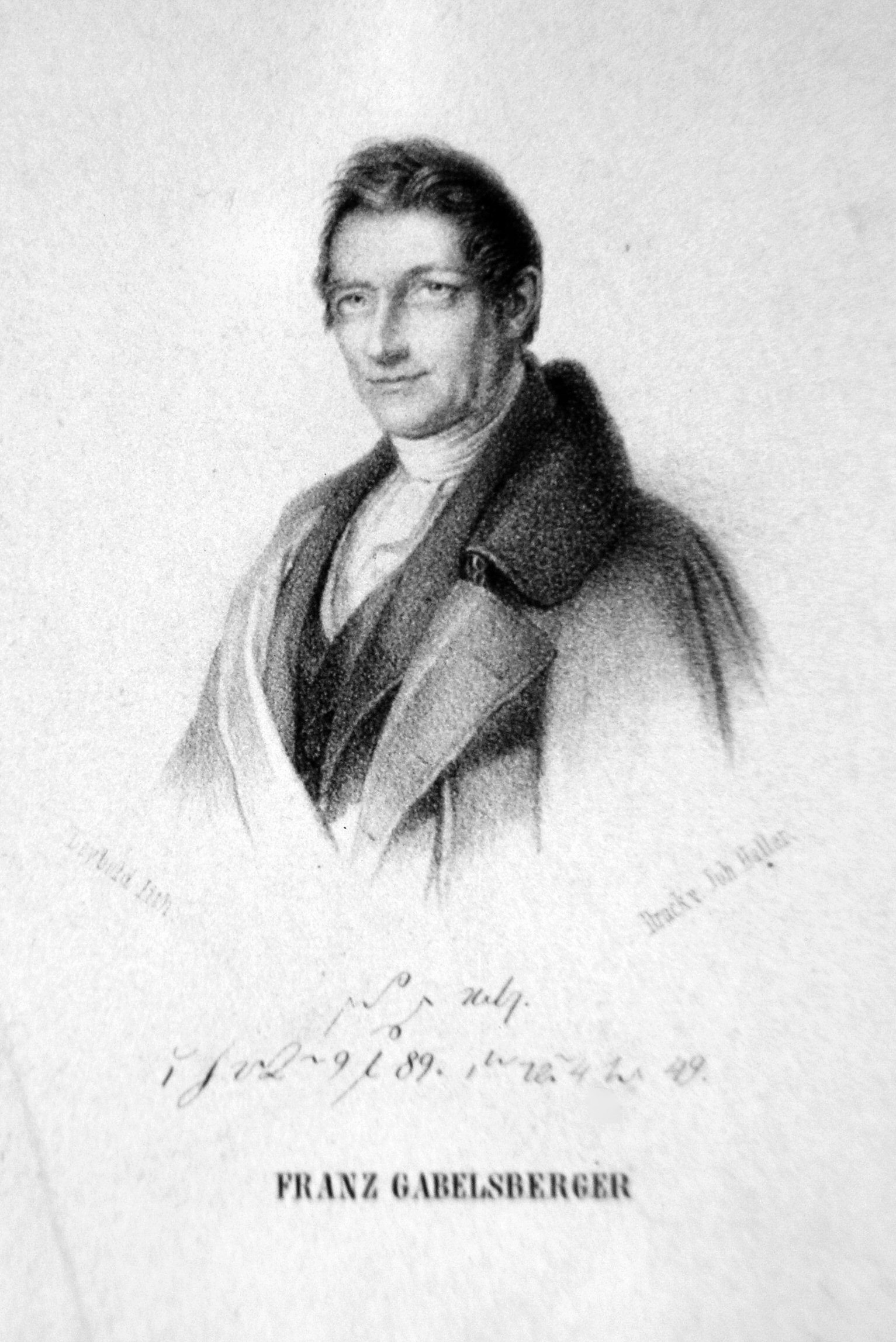
Franz Xaver Gabelsberger, litografi av E. F. Leybold, omkring 1840.

Franz Xaver Gabelsberger, född 9 februari 1789 i München, död 4 januari 1849 där, var en tysk stenografisystemuppfinnare som utvecklade Gabelsbergers stenografisystem.
Gabelsberger var från 1823 kanslist i bayerska inrikesministeriet. Redan 1817 umgicks han med planer på ett förkortningssystem vid upptagande av referat, och företog prov med sitt system vid bayerska ständerförsamlingen 1819 och arbetade sedan oförtrutet vidare på dess fullkomnande. 1823 var alfabetet och 1826 hela systemet färdigt, och 1834 publicerades det i Anleitung zur deutschen Rede-Zeichnen-Kunst (nytryck 1904), senare 1838 även i Stenographische Lesebibliothek (nytryck 1904). Vissa förbättringar till systemet framlades 1843 i Neue Vervollkommenungen in der deutschen Rede-zeichenkunst (nytryck 1904). Gabelsberger erhöll 1829 sin regerings uppdrag att utbilda debattstenografer och blev 1840 chef för bayerska riksdagens stenografbyrå. 1902 grundades i München ett Gabelsbergermuseum.